# Dunnart cendré à queue blanche
Sminthopsis granulipes
Espèce
Répartition géographique
Statut de conservation UICN

 LC  : Préoccupation mineure
Le dunnart cendré à queue blanche (Sminthopsis granulipes) est une espèce de souris marsupiale qui a été décrite pour la première fois en 1932.

## Description
Il a une longueur moyenne de 126 à 168 mm, une longueur tête-corps de 70 à 100 mm, une longueur de queue de 56 à 68 mm et un poids qui varie entre 18 et 35 grammes. La queue souvent gonflée à la base est brune à proximité de l'anus, blanche à l'extrémité.

## Distribution
On le trouve dans deux zones distinctes en Australie-Occidentale, la première à l'est de Perth dans l'ouest des Goldfields et la seconde au nord de Perth entre Kalbarri et Baie Jurien.

## Habitat
Il vit dans les landes côtières, les zones arbustives denses ou clairsemées et parfois les mallees d'eucalyptus.

## Organisation sociale et reproduction
On sait peu de choses sur le comportement et la reproduction de ce marsupial, mais il est plus que probablement nocturne. Il se reproduit de juin à août, les jeunes étant sevrés en octobre.

## Régime alimentaire
Il mange surtout des insectes.

## Référence
- (en) Cet article est partiellement ou en totalité issu de l’article de Wikipédia en anglais intitulé « White-tailed Dunnart » (voir la liste des auteurs).